# Europeiskt körkort

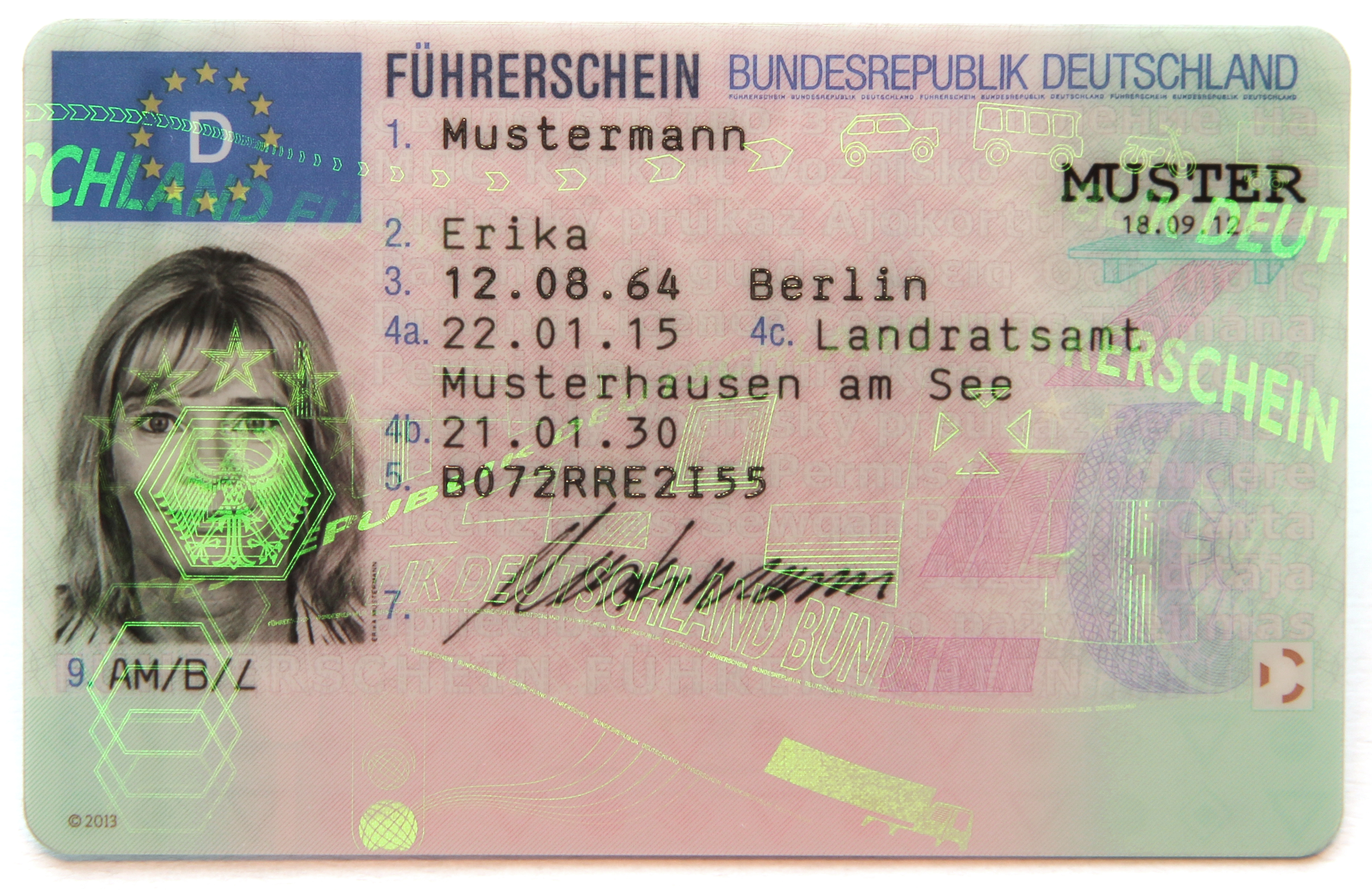
Tyskt EU-körkort (2013 version).

Det europeiska körkortet är ett körkort som ersatte 110 olika plast- och papperskörkort inom Europeiska ekonomiska samarbetsområdet (EES) (Europeiska unionen, Island, Liechtenstein och Norge).
Det nya körkortet har samma storlek som kreditkort och är svårt att förfalska. Medlemsstaterna väljer om körkortet ska vara försett med mikrochip. Chipet är praktiskt för polisen som kan läsa informationen på sitt eget språk. Det löser problemet med tre typer av alfabet inom EES området. Körkortet gäller 10 eller 15 år beroende på vilket land som utfärdat det.
Det europeiska körkortet togs i bruk 19 januari 2013. Äldre körkort ska bytas ut till nya körkortet före 2033.
Den 1 mars 2023 föreslog Europeiska kommissionen införandet av ett enhetligt digitalt europeiskt körkort. Förslaget behöver godkännas av Europaparlamentet och Europeiska unionens råd innan det träder i kraft.